# Ceremonia
Ceremonia – pojęcie z obszaru nauk o kulturze związany z takimi pojęciami, jak rytuał i obrzęd. Ceremonia stanowi skrajnie skonwencjonalizowany rytuał bądź obrzęd. Do przeobrażenia w ceremonię dochodzi w momencie, w którym pierwotne czynności rytualne/obrzędowe przestają stanowić dla ich uczestników jasny komunikat światopoglądowy (np. religijny); zaciera się sens działań, a najważniejsza staje się forma. Ceremonia koncentruje się wokół warstwy performatywnej – istotny jest wygląd uczestników, oprawa, okazałość dekoracji, odpowiednie gesty, wyważone słowa, ogólna elegancja itp. W przeciwieństwie do rytuału bądź obrzędu, ceremonia nie posiada mocy sprawczej, tzn. człowiek, który ją przejdzie, nie zostaje postrzegany przez członków społeczności jako ktoś, kto nabył odmienny status (np. status osoby dorosłej, ucznia).
Przykładem może być ceremonia absolutorium, praktykowana w kulturze europejskiej jako zamknięcie okresu studiowania. Ceremonia ta, wywodząca się z obrzędów przejścia (tzw. rites de passage), nie posiada obecnie mocy prawnej – jej odbycie nie wnosi niczego nowego do życia studenta. Absolutorium zamyka okres studiowania jedynie w sposób symboliczny. Natomiast rzeczywista utrata statusu studenta i ukończenie studiów wiąże się ze spełnieniem określonych wymogów formalnych (zdanie wszystkich zaliczeń, zwrócenie legitymacji studenckiej, uzyskanie dyplomu itp.).